# Paty Cantú
Patricia Giovanna Cantú Velasco (Houston, Texas, 25 de noviembre de 1983), conocida como Paty Cantú, es una cantante, compositora y actriz mexicana. Ha sido ganadora de diferentes reconocimientos como los Premios MTV Latinoamérica por mejor artista nuevo en 2009, los MTV Europe Music Awards por mejor artista latinoamericano en 2013 y el premio de la Sociedad de Autores y Compositores de México por su trayectoria y composición. También ha sido nominada al Latin Grammy, tres veces a los Premios Telehit, dos veces a los Premios Oye!, y cinco veces a los Nickelodeon Kids' Choice Awards México.
Paty nació en Houston, Texas, sin embargo meses después, ella y su familia se mudaron a Guadalajara, Jalisco. A la edad de 16 años, Cantú se sintió atraída por el mundo artístico; comenzó a tomar lecciones de bajo y guitarra, y finalmente dejó la facultad de derecho para seguir su carrera musical.
Paty inició su carrera profesional como miembro del dueto Lu con quien lanzó dos álbumes de estudio; Lu (2003) y Álbum (2006). Como solista cuenta con cinco álbumes de estudio; Me quedo sola (2008), Afortunadamente no eres tú (2010), Corazón bipolar (2012), #333 (2018) y La mexicana (2020). Dos de sus discos fueron certificados disco de oro otorgado por la Asociación Mexicana de Productores de Fonogramas y Videogramas (AMPROFON).Entre sus canciones más populares se encuentran «Déjame ir», «No fue suficiente», «Me quedo sola», «Afortunadamente no eres tú», «Clavo que saca a otro clavo», «Goma de mascar», «Corazón bipolar», «Valiente», «Cuando vuelvas», «Conocerte», entre otros.
Cantú también ha incursionado como actriz en series de televisión; apareció como invitada musical en Rebelde, en la segunda temporada de El show de los sueños y en Verano de amor protagonizada por Dulce María, pero su debut actoral fue en la tercera temporada de la serie mexicana El Pantera con el personaje de María, una ladrona de autos y un interés amoroso por El Pantera. En el 2013, prestó su voz en Gossip Girl: Acapulco. Asimismo fue la conductora principal de los Nickelodeon Kids' Choice Awards México junto a Roger González en 2014. Fungió como asesora en La voz México en los equipos de David Bisbal en 2013 y en el de Alejandro Sanz en 2016, ese mismo año fue juez principal de La voz Ecuador. Interpretó junto a Juan Gabriel el tema «No discutamos» en los Premios Billboard de 2016. En 2017 prestó su voz para Pitufina en el doblaje al español de la película Smurfs: The Lost Village. En 2020 participó en el programa de telerrealidad, ¿Quién es la máscara? quedando en segundo lugar con su personaje Mapache, también formó parte de la película de Disney+, Un disfraz para Nicolás, dando voz a la mamá de Nicolás, así como de la banda sonora con la canción «Richie».

## Biografía y carrera

### 1983-2001: primeros años e inicios musicales
Patricia Giovanna Cantú Velasco nació el 25 de noviembre de 1983 en Guadalajara, Jalisco, siendo la menor de los cuatro hijos de Armando Cantú y Mercedes Velasco. Sus hermanos son Loly, Mercedes y Luis Armando. A los pocos meses de nacida, su familia la llevó a vivir a Sonora, pero nuevamente en 1987, regresaron a Guadalajara, Jalisco, donde transcurrió su infancia. Desde temprana edad, manifestó un especial interés por la música. Empezó a crear melodías a los 6 años y escribió su primera canción a los 14. Su primer tema grabado lleva por nombre «Sé» y fue escrito en coautoría con Mario César Sandoval. 
En su adolescencia, se trasladó a Estados Unidos para estudiar en el Berklee College of Music, localizado en Boston, Massachusetts. Su primer acercamiento al público fue cuando ganó un concurso que le dio la oportunidad de abrir los conciertos de OV7: «Ahí probé por vez primera la belleza y la libertad de ser yo misma».

### 2001-2007:Lu

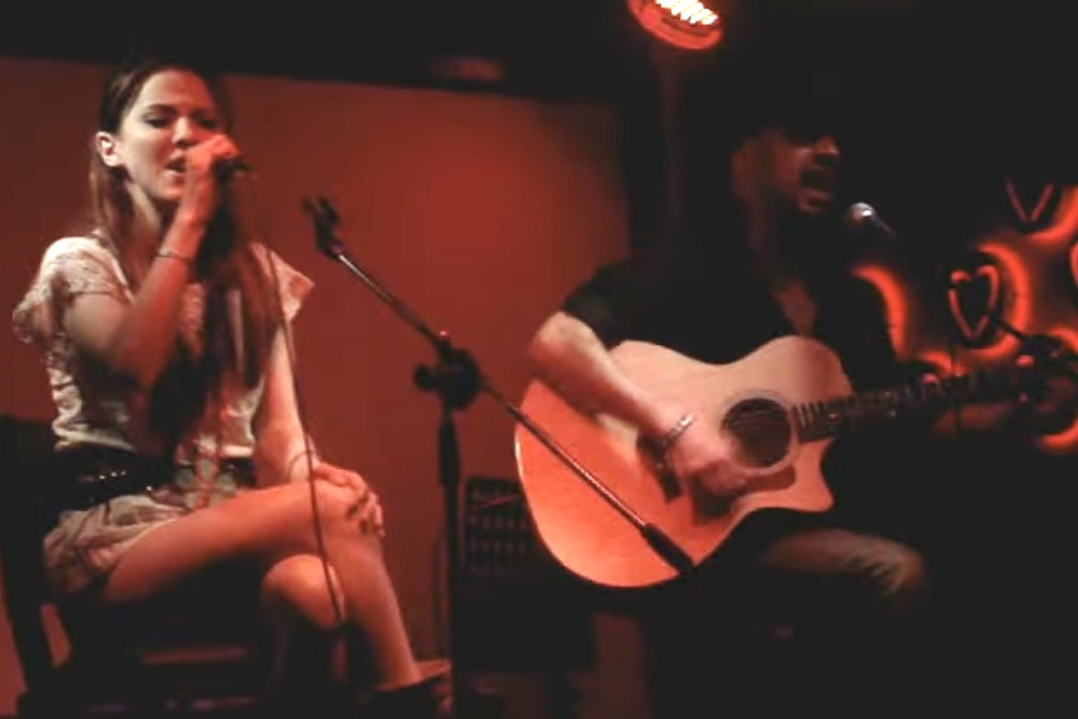
Interpretando junto a Mario Sandoval durante una presentación como LU, c. 2006.

En 2001, contando con 18 años de edad, se integró a LU, un dueto de pop que formó junto con Mario Sandoval. En 2004, su álbum debut titulado, Lu, que incluyó diez canciones compuestas por ellos mismos. El disco tuvo participaciones en la producción por parte de Áureo Baqueiro, Natalia Lafourcade, Moenia, entre otros. El 7 de agosto de 2007, se confirmó su separación como dúo. Su último concierto fue en la ciudad de Reynosa, Tamaulipas, México.

### 2008-2009:Me quedo sola
Luego de abandonar el grupo Lu decide lanzar su carrera como solista. El 7 de julio de 2008 se lanzó el sencillo «Dos palabras», incluido en el álbum 17, de la banda mexicana Motel a dúo con la cantante. El 8 de septiembre de 2008 lanzó el primer sencillo de su álbum debut como solista que se tituló «Déjame ir». El 27 de enero de 2009 lanzó su primer disco como solista titulado Me quedo sola. En marzo lanzó el segundo sencillo del álbum, titulado «No fue suficiente». El video musical se basó en las obras de Tim Burton. El 27 del mismo mes realizó una aparición musical en la telenovela mexicana Verano de amor.
En 2009 realizó su debut como actriz, interpretando el papel de María en la tercera temporada de la serie mexicana El Pantera. En julio lanzó su tercer y último sencillo titulado «Me quedo sola», homónimo a su álbum debut. El 1 de septiembre, salió a la venta la edición especial de su álbum debut, titulado, Me quedo sola: Edición especial. Ese mes estrenó en México la película Tinker Bell and the Lost Treasure, donde Cantú interpretó el tema «Si crees en ti».

### 2010-2011:Afortunadamente no eres tú
En abril de 2010 lanzó el primer sencillo de su segundo álbum «Afortunadamente no eres tú», homónimo al álbum Afortunadamente no eres tú, lanzado mundialmente a la venta el 17 de agosto de 2010. El 25 de octubre, lanzó su segundo sencillo titulado «Clavo que saca otro clavo».
En 2011 se convirtió en vocera de los Premios Oye! en Mazatlán, Sinaloa. En febrero de ese año lanzó el tercer sencillo del álbum, titulado «Goma de mascar». El mismo año, actuó en un comercial de la serie de Nickelodeon, Grachi, junto a Isabella Castillo interpretando su tercer sencillo. Finalmente en junio de 2011 lanzó su cuarto y último sencillo, «Se desintegra el amor» a dueto con Benny Ibarra, incluida en la reedición del disco, Afortunadamente no eres tú: Edición especial.

### 2012-2013:Corazón bipolar
En septiembre de 2012 lanza el primer sencillo de su autoría, titulado «Corazón bipolar», incluido en su tercer álbum de estudio. En noviembre de 2012, lanzó el disco Corazón bipolar mundialmente. Producido por Áureo Baqueiro y Billy Mann, con temas de la autoría de Cantú.

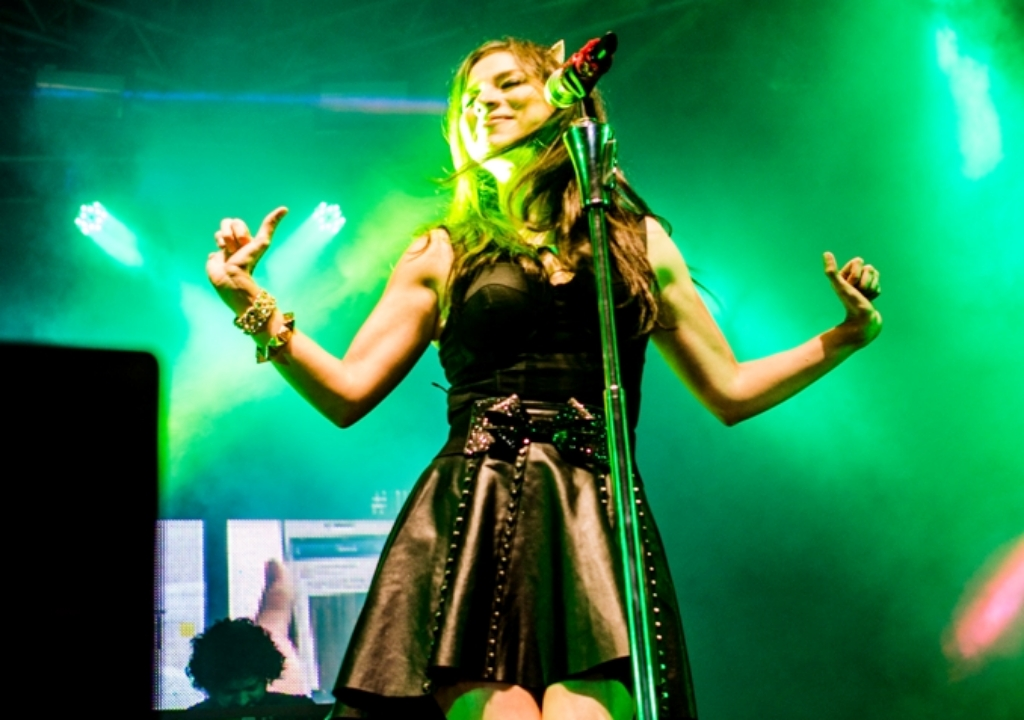
Presentándose en 2013.

En febrero de 2013, lanza el segundo sencillo «Suerte», de su tercer material discográfico, el cual se convierte en su sencillo número uno. En marzo de 2013 es invitada a interpretar el tema «Bebe» para la serie Nueva vida. Este año debuta como productora de televisión con Lado B y actuando en un capítulo de la serie de Telehit Hoy soy nadie. En mayo de 2013 interpreta el tema «Dicen por ahí» para la nueva serie Gossip Girl Acapulco. Éxito total en su presentación en Auditorio Nacional con llenado total con invitados como, María José, Oscar de OV7, Chris Mann, Erik Rubín, María Barracuda y Niña Dioz, el cual fue grabado para DVD. Interpretación del himno de Estados Unidos en la gran carrera NASCAR en Texas. En julio de 2013 lanza su tercer sencillo, «Manual». Interpretación de la canción «La copa de todos» para Coca-Cola junto a David Correy y Wisin para el Mundial de Fútbol de Brasil 2014.

### 2014-2015:Drama Queen
Lanzó su disco en vivo Drama Queen el 18 de marzo de 2014, que fue grabado el 2 de junio del 2013 en el Auditorio Nacional Drama Queen en vivo. Participó en el reality show La voz México como coconductora al lado de Jacqueline Bracamontes. Fue invitada de honor a una presentación de Laura Pausini realizada en el auditorio Telmex, dónde interpretaron «Entre tú y mil mares» ante más de 13,000 espectadores.
A inicios de 2015 viaja a los Estados Unidos para comenzar con la grabación de su quinto material discográfico bajo la producción de Áureo Baqueiro; para volver en abril de ese mismo año al reality show producido por Televisa, Me pongo de pie junto a otros artistas como Ha*Ash, Noel Schajris, Pee Wee, Río Roma y María León, donde desempeñó el papel de coach. El 4 de septiembre de 2015 estrena nuevo sencillo promocional «Valiente» al igual que el videoclip de dicho tema; vídeo que fue grabado en Cuba bajo la producción de Alejandro Peréz.

### 2016-2019:#333
En febrero de 2016 estrena el segundo sencillo promocional «Amor, amor, amor». Dos meses después da inicio en el Auditorio Nacional el Tour Valiente. Ese mismo año colaboró en el disco We Love Disney (Latino) interpretando la canción «La estrella azul» de la película Pinocho. En agosto, estrena el cuarto sencillo promocional «Rompo contigo». El 9 de noviembre del mismo año, lanza su sencillo titulado «#Natural» en conjunto con Juhn mediante dinámicas en sus redes sociales y es el primer sencillo oficial de su nuevo CD+DVD titulado #333. En noviembre de 2017 lanzó el sencillo «#Natural».
Anuncia en sus redes sociales la promoción del primer show en vivo del álbum #333 en el Auditorio Nacional para el 1 de junio del 2018, el cual es también el comienzo de una nueva gira internacional. En marzo de 2018, lanza una versión nueva en conjunto con Karol G de su sencillo «No fue suficiente» incluido en el CD+DVD #333. Su nuevo sencillo «Miento» en conjunto con Jesse Báez y es el segundo sencillo oficial de su nueva producción discográfica lanzada el mismo mes. En los meses siguiente Cantú lanza más sencillos para la promoción de su nueva producción, entre los que se encuentran una nueva versión en inglés de su sencillo «Valiente» bajo el título «War», en conjunto con Bea Miller, «Déjame ir» en conjunto con Pablo López, «You Don’t Get Me (Spanish Remix)» en conjunto con Nervo.

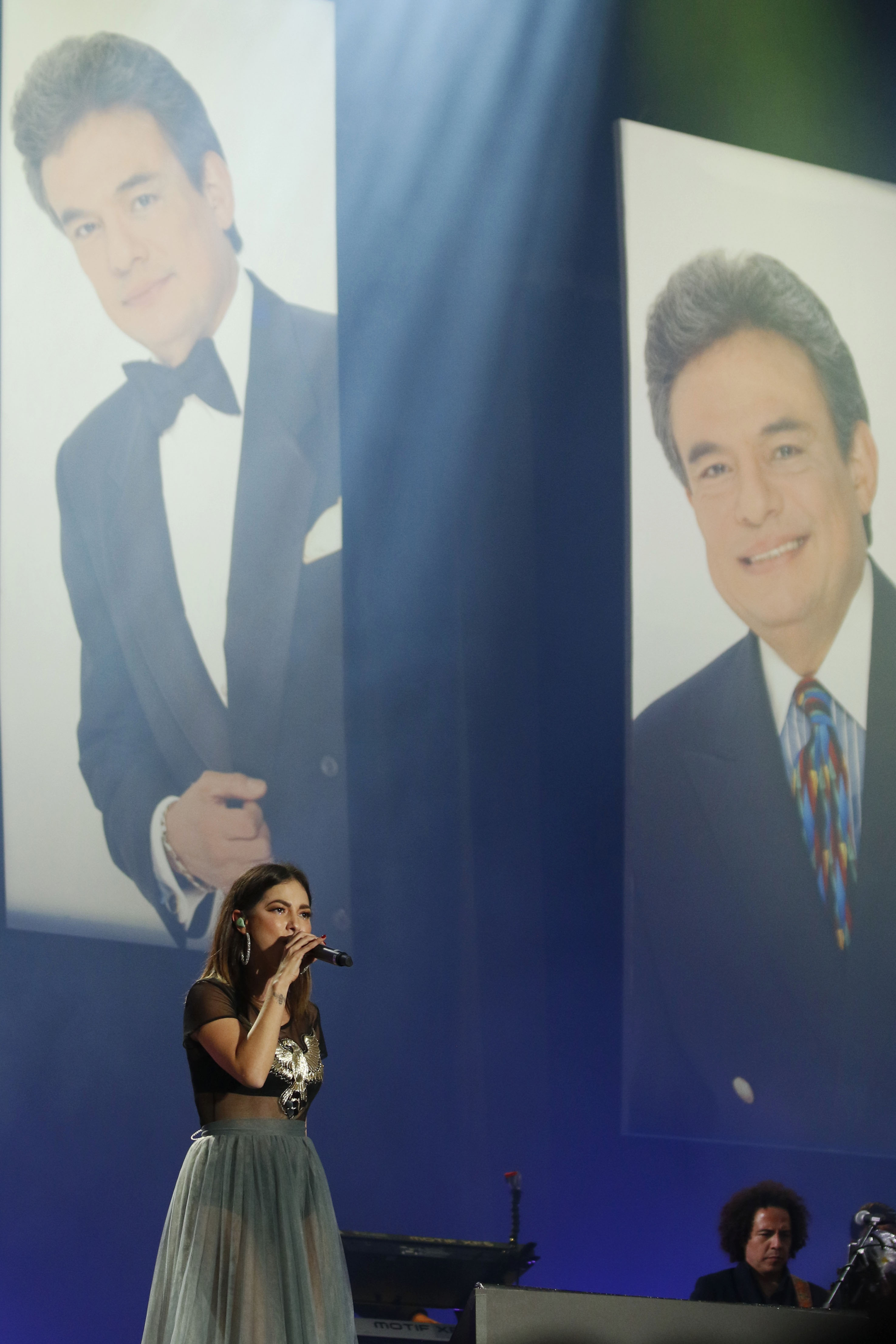
Cantando en un homenaje musical póstumo a José José, octubre de 2019.

En mayo de 2018, publicó la portada oficial mediante su Instagram de su nuevo disco #333. El 25 del mismo mes sale a la venta en todo el mundo el disco #333 en versión digital y física, ese mismo día se lanza el sencillo «Mariposas». Para divulgar el disco da inicio a la gira internacional llamada #333LIVE. Colabora en el sencillo «Cuenta pendiente» con Alejandro Sanz, tema que formó parte de la edición especial de dicho álbum. Del mismo modo, colabora con Morat en el tema «¿A dónde vamos a parar?». Lanza la edición deluxe del disco #333 con el título #333 Deluxe un CD+DVD con algunos temas extras y el concierto en vivo en directo desde Guadalajara, Jalisco el 19 de octubre de 2018.

### 2020-2021:La Mexicana
Lanzó el 20 de febrero de 2020 el sencillo «Cuando vuelvas» junto con su video que fue grabado en el estado de Durango, como el primer sencillo de su nueva producción discográfica que lleva por título La Mexicana. En abril del mismo año, participó en el sencillo benéfico «Resistiré México» junto a varios artistas. Posteriormente, estreno como soft realice «Llévame contigo» y «No hacemos nada» para que más tarde lanzara el sencillo  «La mexicana» en conjunto con Hispana, una canción para honrar la cultura mexicana.
Como tercer sencillo del álbum, Cantú lanzó «Conocerte». Su producción discográfica titulada La mexicana se lanzó en plataformas digitales el 30 de octubre del mismo año, disco que incluyó canciones con letras sobre superación personal y de raíces de estilo pop así como baladas, el álbum incluye colaboraciones con Pitizion, Camila Fernández, Josh Radnor, entre otros.
En diciembre del 2020 publicó el video de musical de «¿Te ha pasado?» junto a Camila Fernández y María del Pilar Pérez. A inicios de 2021 Cantú anunció el sencillo «Odiarte» junto al cantante venezolano Lasso, fue producido por Andrés Torres y Mauricio Rengifo y mezclado por Tom Norris. Meses más tarde lanzó «Si yo fuera tú» junto a la cantante argentina María Becerra, siendo este el último sencillo del álbum La Mexicana, mismo que fue lanzado en formato físico alrededor del país en junio de 2021.

### 2022-presente:Piscis, Leo & Sagitario
En junio del 2022 Cantú lanzó «Bailo sola» escrita junto con César Ceja, en el videoclip cuenta con las apariciones especiales de María León, Lili García, Legna Hernández, entre otras. El 28 de julio del mismo año, estrenó «Guadalajara» de la mano de Neto Peña y Gera Mx siendo este el segundo sencillo del álbum.
Para octubre lanzó el tercer sencillo dedicado a su actual pareja quien aparece en el vídeo musical de «Mi película». En abril de 2023, publicó «Feliz break up» junto a la cantante Ximena Sariñana y el cantante Zzoilo; además incluyó un videoclip alcanzando en sus primeros días de lanzamiento los primeros lugares de las listas. El 5 de mayo de 2023 reveló un EP titulado Piscis con todas las canciones anteriores incluidas.

## Composición
Ha compuesto durante su carrera diversas canciones como solista o junto a otros compositores. En 2006 compone «Tú falso amor» y «Hello» para el grupo pop femenil Jeans, canciones incluidas en su disco Porque soy libre. En 2009 escribió temas para la novela Atrévete a soñar. De su primer álbum de estudio Me quedo sola (2009), escribió diez temas. En 2011 realizó la composición del tema «Es un drama», interpretado por la cantante mexicana Dulce María, el cual fue tema principal de la serie Último Año de MTV.
En 2012 compuso los tema «Prefiero ser su amante», «Hoy me declaro en libertad» y «Camaleón», interpretados por la cantante mexicana María José, e incluidos en su álbum De noche. Ese mismo año, se lanzó el sencillo «Ruleta» de la cantante mexicana Danna Paola, compuesto por Cantú e incluido en el álbum Danna Paola. Posteriormente, se lanzó Te acordarás de mí de la cantante mexicana Eiza González que incluyó el tema «El Beat» compuesto por Paty. En junio de 2012 realizó la composición del tema «Adelante» canción de los Juegos Olímpicos de Londres 2012 junto a Ha*Ash, Rodrigo Davil de Motel y María León de Playa Limbo.
En 2013 se lanzó el álbum En el camino de Pandora, el cual contenía el tema «Canción desesperada» compuesta por Cantú. En diciembre de 2014 participó activamente en el disco en vivo Conexión de la cantante española Ana Torroja, como autora de los temas «Disculpa», «Infiel» y «Quiero llorar», además interpretó a dueto el tema «Mujer contra mujer». Compuso para Alejandra Guzmán la canción «Marta», compuso canciones para Nikki Clan, para Emmanuel la canción «Ella» junto a Ángela Dávalos, compuso junto a Erik Rubín la canción «Esta noche», compuso para OV7 la canción «A tu lado». Además en 2018 participó en el álbum Conexión de la cantante María José.
A finales de 2023 se presenta la canción La última vez compuesta junto con Ángela Dávalos y Enrique Ramil el tema La última vez, con la que este último representaría a España en el LXIII Festival Internacional de la Canción de Viña del Mar. 

## Estilo e influencias
Dentro de sus influencias musicales, cita a artistas como Queen, Michael Jackson, Shakira y Alejandro Sanz. Sus letras líricamente reflejan realidades como el «llanto, las quejas, los besos, el amor y el desamor».

## Discografía
| - 2008: Me quedo sola - 2010: Afortunadamente no eres tú - 2012: Corazón bipolar - 2018: #333 - 2020: La mexicana - 2025: Sagitario - 2023: Piscis - 2024: Leo | - 2004: LU - 2006: Álbum - 2014: Drama Queen |

## Giras musicales

### Principales
- 2009: Me Quedo Sola Tour
- 2010: Afortunadamente No Eres Tú Tour
- 2012: Corazón Bipolar Tour
- 2015: Drama Queen En Vivo Tour
- 2016/2017: Tour Valiente
- 2018: #333LIVE
- 2019/2020: #DELUXELIVE Tour
- 2023/2024: Feliz Breakup Tour
- 2025: Sagitario Tour

## Filmografía

### Cine
| Año  | Título                   | Personaje       | Director       | Nota         | Ref.    |
| ---- | ------------------------ | --------------- | -------------- | ------------ | ------- |
| 2017 | Smurfs: The Lost Village | Pitufina        | Kelly Asbury   | Voz          | [ 105 ] |
| 2020 | Un Disfraz para Nicolás  | Mamá de Nicolás | Eduardo Rivero | Voz          |         |
| 2022 | Mi Pelicula              | Ella misma      | Julio Berthely | Protagonista |         |

### Televisión
| Año       | Título                | Personaje      | Director                 | Nota                         | Ref.    |
| --------- | --------------------- | -------------- | ------------------------ | ---------------------------- | ------- |
| 2009      | Verano de amor        | Ella misma     | Pedro Damián             | Invitada                     | [ 34 ]  |
| 2009      | El Pantera            | María          | Alejandro Gamboa         | Actuación                    | [ 35 ]  |
| 2011      | Grachi                | Ella misma     | Luis Manzo               | Banda sonora                 | [ 44 ]  |
| 2012      | Hoy soy nadie         | Érika          | Daniela Richer           | Actuación                    | [ 106 ] |
| 2013      | Gossip Girl Acapulco  | Ella misma     | Chava Cartas             | Narradora                    | [ 52 ]  |
| 2014      | Kids' Choice Awards   | Ella misma     | Nickelodeon              | Conductora                   | [ 107 ] |
| 2013      | La voz México         | Ella misma     | Miguel Ángel Fox         | Asesora                      | [ 56 ]  |
| 2015      | Me pongo de pie       | Ella misma     | Rubén Galindo            | Coach                        | [ 58 ]  |
| 2016      | La voz México         | Ella misma     | Miguel Ángel Fox         | Asesora                      | [ 56 ]  |
| 2016      | La Voz Ecuador        | Ella misma     | Roberto Aguirre          | Coach                        | [ 108 ] |
| 2018      | La reina del flow     | Ella misma     | Rodrigo Lalinde          | Actuación                    | [ 109 ] |
| 2018      | Tenemos Wifi          | Ella misma     | Kuarzo                   | Invitada                     | [ 110 ] |
| 2020      | ¿Quién es la máscara? | Mapache        | Endemol/Miguel Ángel Fox | Concursante                  | [ 111 ] |
| 2022      | La voz Kids México    | Ella misma     | José Luis Romero         | Coach                        | [ 112 ] |
| 2022      | Iron Chef México      | Ella misma     | René Piña                | Conductora                   | [ 111 ] |
| 2023      | De brutas, nada       | Lizza O        | Rolando Ocampo           | Actuación                    | [ 111 ] |
| 2023      | Faro al fin del mundo | Almirante Nemo | Disney+                  | Actuación                    | [ 111 ] |
| 2024-2025 | La People's League    | Ella misma     | TV Azteca/Luis García    | Copresidenta de "Gambeta FC" |         |

## Premios y nominaciones

### Premios
| Año  | Entrega                   | Categoría                 | Nominación | Resultado | Ref.    |
| ---- | ------------------------- | ------------------------- | ---------- | --------- | ------- |
| 2009 | Premios MTV Latinoamérica | Mejor artista nuevo norte | Paty Cantú | Ganadora  | [ 2 ]   |
| 2013 | MTV Europe Music Awards   | Mejor artista norte       | Paty Cantú | Ganadora  | [ 113 ] |
| 2014 | SACM                      | Trayectoria y compisición | Paty Cantú | Ganadora  | [ 4 ]   |
| 2016 | MTV Millennial Awards     | Artista del año           | Paty Cantú | Ganadora  | [ 114 ] |
| 2016 | MTV Europe Music Awards   | Mejor artista norte       | Paty Cantú | Ganadora  | [ 115 ] |

### Nominaciones
| Año  | Entrega             | Categoría                  | Nominación                   | Resultado | Ref.            |
| ---- | ------------------- | -------------------------- | ---------------------------- | --------- | --------------- |
| 2009 | Premios MTV         | Artista revelación         | Paty Cantú                   | Nominada  | [ 2 ]           |
| 2009 | Premios Oye!        | Solista femenina           | Paty Cantú                   | Nominada  | [ 116 ]         |
| 2009 | Premios Oye!        | Revelación del año         | Paty Cantú                   | Nominada  | [ 116 ]         |
| 2009 | Pantalla de Cristal | Mejor videoclip            | «No fue suficiente»          | Nominada  | [ 117 ] [ 118 ] |
| 2009 | Pantalla de Cristal | Mejor postproducción       | «No fue suficiente»          | Nominada  | [ 117 ] [ 118 ] |
| 2009 | Pantalla de Cristal | Mejor efectos visuales     | «No fue suficiente»          | Nominada  | [ 117 ] [ 118 ] |
| 2010 | Premios Telehit     | Artista revelación del año | Paty Cantú                   | Nominada  | [ 7 ]           |
| 2011 | Kids Choice Awards  | Solista latina del año     | Paty Cantú                   | Nominada  | [ 119 ]         |
| 2011 | Premios Telehit     | Artista revelación del año | Paty Cantú                   | Nominada  | [ 120 ]         |
| 2011 | Los 40 Principales  | Mejor artista México       | Paty Cantú                   | Nominada  | [ 121 ] [ 122 ] |
| 2012 | Fanta Awards        | Canción de regadera        | «Goma de mascar»             | Nominada  | [ 123 ] [ 124 ] |
| 2012 | Fanta Awards        | Canción para bailar        | «Afortunadamente no eres tú» | Nominada  | [ 123 ] [ 124 ] |
| 2013 | Premios Oye!        | Solista femenina           | «Corazón bipolar»            | Nominada  | [ 125 ] [ 6 ]   |
| 2013 | Premios Telehit     | Canción pop nacional       | «Suerte»                     | Nominada  | [ 5 ]           |
| 2013 | Kids Choice Awards  | Solista latino favorito    | Paty Cantú                   | Nominada  | [ 126 ] [ 127 ] |
| 2013 | Premios MTV Europe  | Mejor artista latino       | Paty Cantú                   | Nominada  | [ 113 ] [ 3 ]   |
| 2014 | Kids Choice Awards  | Artista nacional favorito  | Paty Cantú                   | Nominada  | [ 128 ]         |
| 2014 | Kids Choice Awards  | Canción favorita           | «Manual»                     | Nominada  | [ 128 ]         |
| 2016 | Kids Choice Awards  | Estrella Latina Favorita   | Paty Cantú                   | Nominada  | [ 7 ]           |
| 2021 | Fans Choice Awards  | Pop - Artista femenino     | Paty Cantú                   | Nominada  | [ 129 ]         |
| 2021 | Fans Choice Awards  | Concierto Streaming        | Paty Cantú                   | Nominada  | [ 129 ]         |
| 2024 | Latin Grammy        | Mejor canción Pop          | A Las 3                      | Nominada  | [ 130 ]         |